# تحررية مدنية

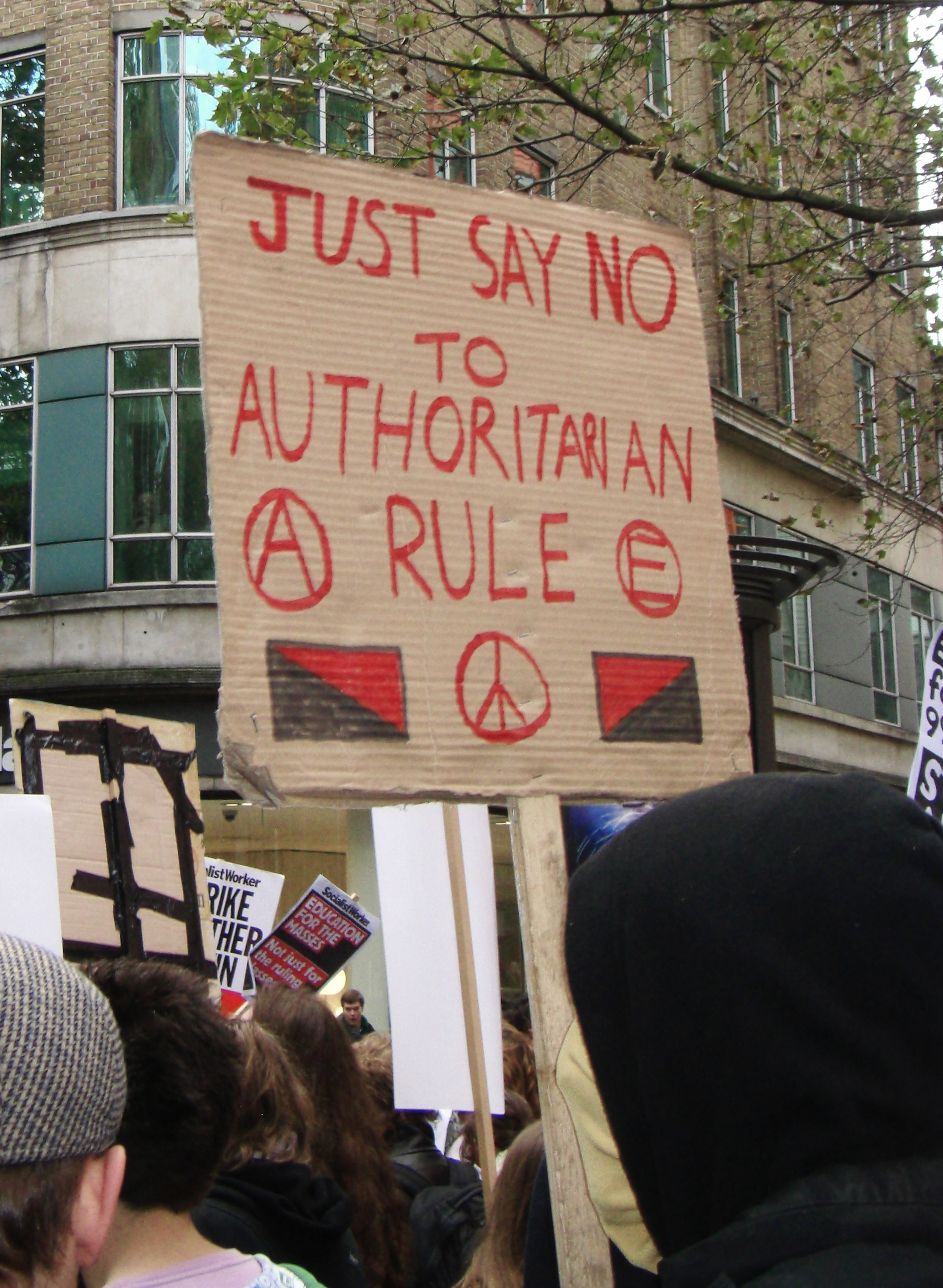
احتجاج في لندن في 9 نوفمبر / تشرين الثاني 2011 «قل فقط لا للحكومات الاستبدادية»

التحررية المدنية أو الليبرالية المدنية أو التيار التحرري المدني هو تيار فكري سياسي يدعم الحريات المدنية، أو التي تؤكد على سيادة الحقوق الفردية والحريات الشخصية على أي شكل من أشكال السلطة (مثل الدولة، أو الشركات، أو الأعراف الاجتماعية التي تفرض سلطة من ضغط الأقران أيا كانت).

## لمحة تاريخية
لا يعد التيار التحرري إيديولوجية كاملة، بل هو عبارة عن مجموعة من الآراء حول قضايا محددة من الحريات والحقوق المدنية حيث يهدف مشروع التيار التحرري أو الأناركي إلى تطوير مجتمع خال من أي هيمنة أو استغلال، بحيث يكون الأفراد المنتجون مشتركون ومتعاونون في ظل إدارة ذاتية فيدرالية ديناميكية وحرية سياسية تضمنها ديمقراطية مباشرة.
يقول الليبرالي البلجيكي «هيم داي»: «"لن نقولها بما فيه الكفاية، الأناركية هي نظام بلا حكومة؛ سلام بدون عنف. وهذا بالضبط عكس كل ما يتهم به ويعاب عليه، إما بسبب الجهل أو بسوء نية"» فبالنسبة لليبراليين المدافعين عن الحريات، الفوضى ليست مجرد اضطراب اجتماعي بل على العكس هي النظام الاجتماعي المطلق، بفضل الجماعات المناهضة للرأسمالية التي خلافا لفكرة الممتلكات الخاصة المرسملة، تقترح فكرة الممتلكات الفردية التي لا تضمن لهم أية حقوق للملكية فيما يتعلق بتراكم الممتلكات غير المستخدمة. وبالتالي، فإن الفوضى نظام يقوم على «نظام أكثر وسلطة أقل».

## ويكيبيديا
في عام 2005، نشرت صحيفة لوموند مقالا مطولا عن تاريخ ويكيبيديا واصفة إياها ب«الموسوعة التحريرية على الإنترنت»، مشيرة إلى أن «هذا المشروع الموسوعي على الإنترنت غير شائع ويقترب من المثالية التحررية. كونه مكتوب بالكامل من قبل متطوعين - يمكن لأي شخص منهم إثرائه وتطويره. كما يتم نشر المحتوى من قبل منظمة غير ربحية. والذي اعتبرها جيمي ويلز حالة ذهنية ديمقراطية، جماعية، تعاونية مطلوبة».
ووفقا لعالم الاجتماع دومينيك كاردون، "أعادت الإنترنت وويكيبيديا إحياء شكل ثقافي وسياسي قديم كان موجودا بالفعل في الحركة الاجتماعية، وخاصة في التقليد الأناركي. إنه مكان للتعبير يسمح بالتنوع، بدون ممثلين ثابتين، دون تفويض من السلطة، وتتخذ فيه القرارات بتوافق الآراء. وكما هو الحال في ثقافة قراصنة الإنترنت، فإن الشبكة ليست مستثناة من تسلسل هرمي يقوم على الجدارة: بحيث أن أولئك الأكثر نشاطا في المجموعة هم من يتمركزون في الصدارة.
على الرغم من ذلك، فإن مؤسس ويكيبيديا يعرف عن نفسه بإنه شخص موضوعي مثل الروائية والفيلسوفة آين راند الذي دافعت من خلال كتاباتها عن الرأسمالية القريبة من الفلسفة الليبرتارية في بعدها الميناركيسي. وعلى الرغم من اتحاد الموضوعيين والليبرتاريين فلا يمكن إنكار وجود فجوة سياسية معينة بين الموضوعية والمواقف السياسية التي توصف عموما بالتحررية.